# Колен де Вердье, Юбер
 Юбер Колен де Вердье (фр. Hubert Marie Jacques Colin de Verdière; род. 30 октября 1941) — Чрезвычайный и Полномочный Посол Франции в России с 1996 года по 2000 год. Выпускник Национальной школы администрации при премьер-министре Франции 

## Биография

### Учёба
- 1968 год — 1970 год — учёба в Национальной школе администрации, выпуск имени Робеспьера

### Дипломатическая карьера
- В 1970 году начал дипломатическую карьеру: после окончания ЭНА получил дипломатический ранг секретаря иностранных дел в МИДе Франции, при этом поступив во временное распоряжение министерства здравоохранения и социального обеспечения.
- 1971 год — 1973 год — работа в центральном аппарате МИДа Франции: в департаменте экономики и финансов.
- 1973 — 1975 год — первый секретарь посольства Франции в Австралии.
- 1975 — 1977 год — первый секретарь посольства Франции в Алжире.
- 1977 — 1979 год — второй советник посольства Франции в Алжире.
- 1980 год — 1983 год — работа в центральном аппарате: временный исполняющий обязанности заместителя директора департамента Северной Африки и Ближнего Востока МИДа Франции.
- 1983 — 1984 год — второй советник посольства Франции в Мадриде.
- 1984 — 1987 год — первый советник посольства Франции в Мадриде.
- 1987 — 1991 год — Чрезвычайный и полномочный Посол Франции в Абу-Даби.
- 1991 — 1994 год — Чрезвычайный и полномочный Посол Франции в Иране.
- 1994 год — 1995 год — работа в центральном аппарате: директор департамента по делам ООН и международных организаций МИДа Франции.
- 1995 год — 1996 год — работа в центральном аппарате: директор кабинета (рабочего аппарата) министра иностранных дел Франции.
- 1996 год — 2000 год — Чрезвычайный и Полномочный Посол Франции в России.
- С февраля 1997 года — одновременно: Чрезвычайный и полномочный Посол Франции в Таджикистане (с резиденцией в Москве).
- 2000 — 2002 год — Чрезвычайный и полномочный Посол — Верховный представитель Франции в Алжире.
- 2002 — 2004 год — работа в центральном аппарате: Генеральный секретарь МИДа Франции.
- 2004 — 2006 год — Чрезвычайный и полномочный Посол — Верховный представитель Франции в Алжире.

## Почётные звания и награды
- Командор ордена Почётного легиона с 13 июля 2006 года[2]
- Офицер ордена «За заслуги» (Франция) с 14 мая 1998 года[3]